# Kazakstans herrjuniorlandslag i ishockey
Kazakstans herrjuniorlandslag i ishockey representerar Kazakstan i ishockey för herrjuniorer. Laget spelade sin första landskamp den 10 november 1992 i Minsk under kvalspelet till juniorvärldsmästerskapets C-grupp, och vann då med 4-0 mot Vitryssland.

### Fotnoter
1. ↑  ”Championnat du monde 1993 des moins de 20 ans”. Hockeyarvhives. 1990-1991. http://www.passionhockey.com/hockeyarchives/U-20_1993.htm. Läst 16 december 2013.